# Prosopocera holoflava
Prosopocera holoflava là một loài bọ cánh cứng trong họ Cerambycidae.